# Кришени (Алба)
Кришени (рум. Crișeni) насеље је у Румунији у округу Алба у општини Винцу де Жос. Oпштина се налази на надморској висини од 366 m.

## Становништво
Према подацима из 2002. године у насељу је живело 58 становника, од којих су сви румунске националности.